# Vlado Maleski

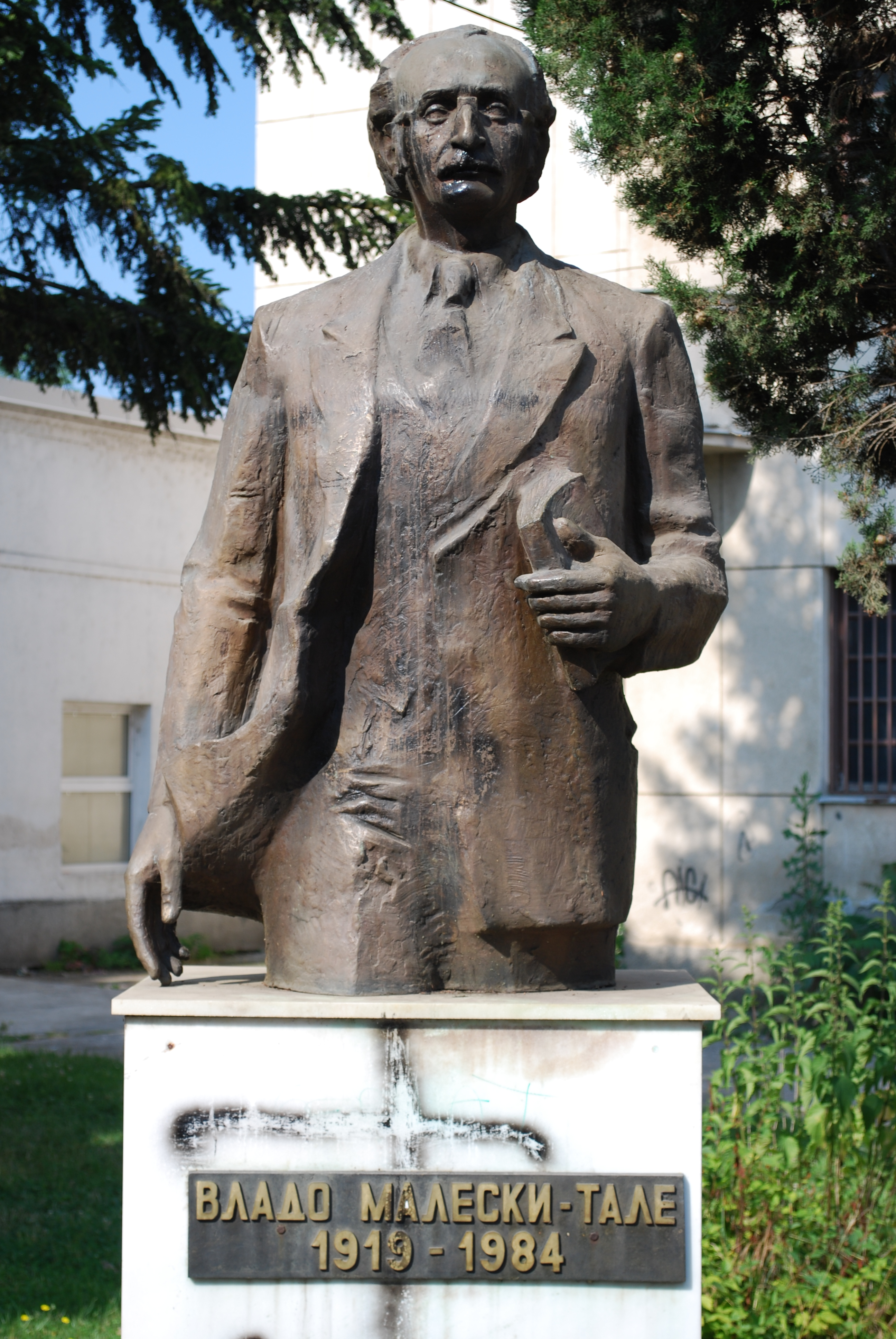
Denkmal in Mazedonien

Vlado Maleski (mazedonisch Владо Малески, * 5. September 1919; † 23. September 1984) war ein jugoslawisch-mazedonischer Schriftsteller, Diplomat und Politiker. Er schrieb zahlreiche Romane und Kurzgeschichten. Am bekanntesten ist jedoch sein Gedicht Denes nad Makedonija, das den Text der Nationalhymne Nordmazedoniens bildet.

## Leben
Maleski schloss seine Grundschule im albanischen Shkodra und später seine Sekundarschule im mazedonischen Bitola ab. Danach studierte er an der Universität Belgrad, musste jedoch sein Studium wegen des Zweiten Weltkrieges abbrechen und nahm am mazedonischen Befreiungskrieg teil. Nach dem Krieg wurde Maleski Direktor von Radio Skopje.
Maleski war Botschafter Jugoslawiens im Libanon, in Äthiopien und in Polen sowie Mitglied der Präsidentschaft der jugoslawischen Teilrepublik Mazedonien. Zudem wurde er 1946 Mitglied des Schriftstellerverbandes von Mazedonien.